# Mańczyce
Mańczyce – wieś w Polsce położona w województwie dolnośląskim, w powiecie strzelińskim, w gminie Borów.

## Podział administracyjny
W latach 1975–1998 miejscowość administracyjnie należała do województwa wrocławskiego.

## Zabytki
Do wojewódzkiego rejestru zabytków wpisany jest:
- zespół pałacowy, z XVIII-XIX w.:
  - pałac, którego obecny wygląd został ukształtowany podczas przebudowy około roku 1887. Zbudowany jest z kamienia i cegły. Jest to obiekt dwukondygnacyjny, podpiwniczony, zbudowany na planie podkowy. Na jednym z pobliskich wzgórz umiejscowiony jest grobowiec właścicieli majątku, rodziny hrabiów von Sandreczky
  - park